# Centrum Medyczne Soroka
Centrum Medyczne Soroka (hebr. ‏המרכז הרפואי סורוקה‎, HaMerkaz HaRefu’i Soroka) – szpital uniwersytecki zlokalizowany w Beer Szewie w południowym Izraelu. Jest jednym z największych ośrodków medycznych w kraju oraz główną placówką ochrony zdrowia dla regionu Negew. Szpital funkcjonuje w ramach publicznego systemu opieki zdrowotnej i należy do sieci Funduszu Ubezpieczeń Zdrowotnych Clalit. Pełni również funkcję szpitala akademickiego, współpracując z Uniwersytetem Ben Guriona w Negewie.

## Historia
Szpital został otwarty w 1960 roku z inicjatywy fundacji Soroka Foundation, nazwany na cześć Mosesa Soroki, pioniera medycyny publicznej w Izraelu, dyrektora generalnego Funduszu Ubezpieczeń Zdrowotnych Clalit i filantropa wspierającego rozwój infrastruktury zdrowotnej w Izraelu. Początkowo placówka służyła jako szpital regionalny, ale z czasem rozwinęła się w pełnowymiarowe centrum medyczne o znaczeniu krajowym.

## Profil działalności
Szpital oferuje pełne spektrum usług medycznych, w tym:
- Medycyna ratunkowa (SOR – największy na południu kraju)
- Kardiologia i kardiochirurgia
- Onkologia
- Chirurgia ogólna i specjalistyczna
- Ginekologia i położnictwo (jedna z największych porodówek w Izraelu)
- Intensywna terapia (dla dorosłych, dzieci i noworodków)
- Diagnostyka obrazowa i laboratoryjna

Rocznie w Soroka rodzi się ponad 17 000 dzieci, co czyni go jednym z najbardziej obciążonych szpitali położniczych w kraju.

## Badania naukowe i edukacja
Centrum Medyczne Soroka pełni funkcję szpitala klinicznego Uniwersytetu Ben Guriona. Placówka prowadzi szeroko zakrojone badania naukowe, szczególnie w dziedzinach takich jak zdrowie publiczne, epidemiologia, medycyna precyzyjna oraz innowacyjne technologie diagnostyczne.

## Znaczenie regionalne
Jako jedyny szpital trzeciego stopnia referencyjnego w południowym Izraelu, Soroka pełni strategiczną funkcję w systemie ochrony zdrowia, zwłaszcza w czasie konfliktów zbrojnych i klęsk żywiołowych. Jest także centrum logistycznym i szkoleniowym dla służb ratowniczych w regionie.

## Odwetowy atak rakietowy Iranu
W nocy 18/19 czerwca 2025 na szpital Soroka spadły rakiety wystrzelone przez Iran w czasie wojny izraelsko-irańskiej.